# TJ Sokol Vrahovice

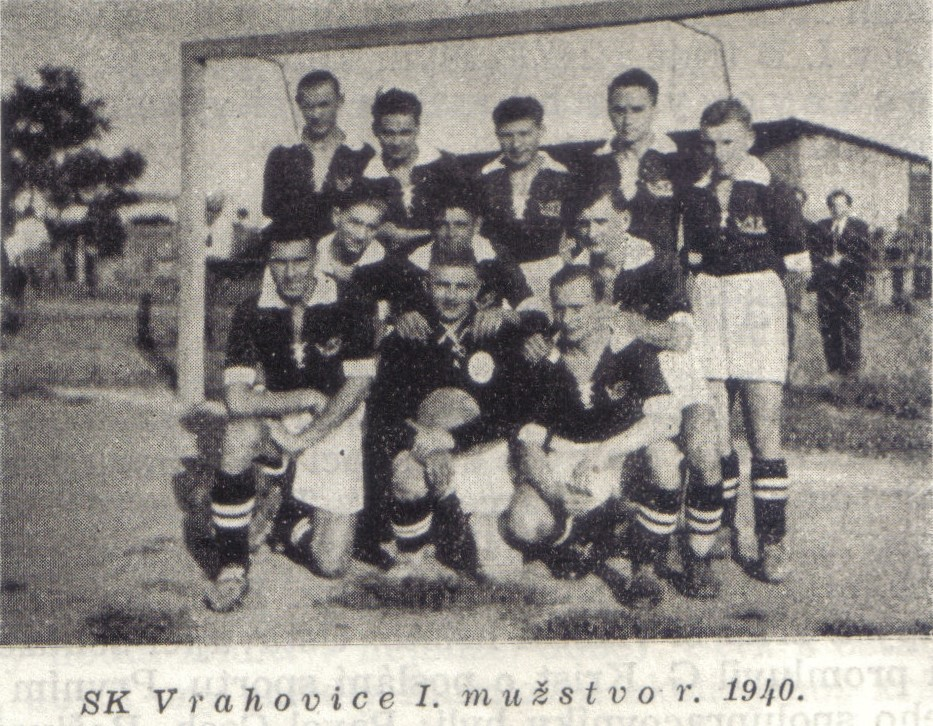

Tělocvičná jednota Sokol Vrahovice je sportovní klub z Vrahovic na Prostějovsku, který byl založen v roce 1931. Fotbalový klub nastupuje od sezony 2011/12 v okresním přeboru – II. třídě okresu Prostějov (8. nejvyšší soutěž).
Největším úspěchem klubu je účast ve druhé nejvyšší soutěži v ročníku 1951.
Svoje domácí zápasy hraje na fotbalovém hřišti ve Vrahovicích.

## Historické názvy
- 1931 – SK Vrahovice (Sportovní klub Vrahovice)
- 1948 – JTO Sokol Vrahovice (Jednotná tělovýchovná organisace Sokol Vrahovice)
- 1953 – DSO Sokol Vrahovice (Dobrovolná sportovní organisace Sokol Vrahovice)
- 1957 – TJ Sokol Vrahovice (Tělovýchovná jednota Sokol Vrahovice)
- 1972 – zanikl sloučením s TJ Agrozet Prostějov[1]
- 1990 – obnovil činnost jako TJ Sokol Prostějov-Vrahovice (Tělocvičná jednota Sokol Prostějov-Vrahovice)
- 2016 – TJ Sokol Vrahovice (Tělocvičná jednota Sokol Vrahovice)

## Stručná historie klubu
Jak uvádí kniha 20 let Hanáckého sportu z roku 1941, základy fotbalu ve Vrahovicích vznikly na plácku místní cihelny, kde hrávali zdejší chlapci s přespolními z Prostějova. Samotný klub byl založen na schůzi dne 6. září 1930. Prvním předsedou byl zvolen Bohumil Kouřil. Dalšími zvolenými činovníky se stali Pavel Čech, Bořivoj Kouřil, Jaroslav Václavíček, Josef Stříž, Jan Janda, Josef Vychodil, Ladislav Zbořil, František Kubricht, František Tichý, Svatopluk Kubeš, Miroslav Vysloužil a Miroslav Smékal. Od obce byl pronajat pozemek za nájemné 1 000 K. Po dobu úprav pozemku, tak  klub hrál první zápasy na hřišti SK Sparta Prostějov. Samotné hřiště bylo dokončeno již v červnu, mělo oplocení a šatny. Celková cena vyšla na 19 000 K a byla kryta dobrovolnými půjčkami a výpůjčkou v Držovické záložně.
Ve spolkovém rejstříku je zřízení SK Vrahovice uvedeno číslem výnosu 6359-V/13 ze 14. března 1931. Již v roce 1932 měl klub 120 členů z Vrahovic i jiných obcí, z čehož bylo 41 dorostenců. Vrahovický SK se věnoval především lehké atletice a kopané. V letech 1934 - 35 zde byl i odbor házené mužů a žen.
První fotbalovou soutěží byla IV. třída. Již v roce 1932 hrál klub finále poháru klubů III. třídy.  Bohužel podlehl týmu SK Haná Klenovice. V roce 1934 postoupil do I.B třídy, kteerou po dvou sezonách opustil a opět se do ní vrátil.  
Po únorovém převratu v roce 1948 byly sportovní kluby rušeny a původní SK Vrahovice byl včleněn pod Jednotnou tělovýchovnou organisaci Sokol (původní Sokol byl v obci založen roku 1913).
V roce 1972 byla TJ Sokol Vrahovice sloučena s tělovýchovnou jednotou Agrozet Prostějov. Svou činnost obnovila v pátek 14. prosince 1990 jako Tělocvičná jednota Sokol Prostějov-Vrahovice.
S fotbalem zde začínali mj. Vojtěch Smékal (prvoligový hráč SK Prostějov), Zdeněk Hajský (prvoligový hráč Prostějova, ATK Praha, RH Brno a později trenér) a také vrahovický rodák Rostislav Václavíček – mistr ligy se Zbrojovkou Brno (kapitán mužstva), olympijský vítěz a rekordman československé/české ligy, v níž nastoupil mezi 1. květnem 1972 a 10. červnem 1981 ke 280 utkáním v řadě bez přerušení.

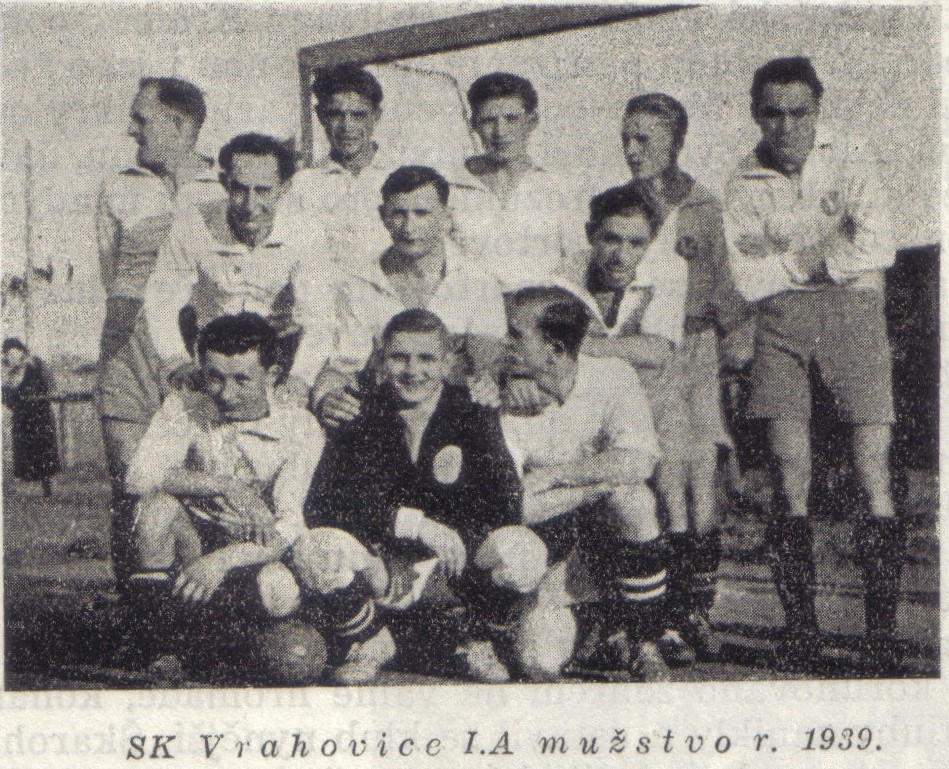
Soubor:SK Vrahovice - 1939.jpg#file

Starostou tělocvičné jednoty je od středy 18. května 2016 ing. Rudolf Raška a jednatelkou je od stejného data Hana Múdrá.

## Zázemí klubu
Fotbalové hřiště leží u říčky Valová za koupalištěm. V neděli 24. listopadu 2013 se zde hrálo utkání domácích Vrahovic s Brodkem u Prostějova, které natáčela TV Nova a Vrahovičtí je vyhráli 2:1 (poločas 1:1).

## Umístění v jednotlivých sezonách
Legenda: Z – zápasy, V – výhry, R – remízy, P – porážky, VG – vstřelené góly, OG – obdržené góly, +/− – rozdíl skóre, B – body, červené podbarvení – sestup, zelené podbarvení – postup, fialové podbarvení – reorganizace, změna skupiny či soutěže
| Československo (1931 – 1939)             |                                                             |                                                             |                                                             |                                                             |                                                             |                                                             |                                                             |                                                             |                                                             |                                                             |                                                             |
| Sezóny                                   | Liga                                                        | Úroveň                                                      | Z                                                           | V                                                           | R                                                           | P                                                           | VG                                                          | OG                                                          | +/−                                                         | B                                                           | Pozice                                                      |
| ...                                      |                                                             |                                                             |                                                             |                                                             |                                                             |                                                             |                                                             |                                                             |                                                             |                                                             |                                                             |
| 1932/33                                  | III. třída HHŽF                                             | 6                                                           |                                                             | ...                                                         | ...                                                         | ...                                                         | ...                                                         | ...                                                         | ...                                                         |                                                             |                                                             |
| 1933/34                                  | III. třída HHŽF                                             | 6                                                           |                                                             | ...                                                         | ...                                                         | ...                                                         | ...                                                         | ...                                                         | ...                                                         |                                                             |                                                             |
| ...                                      |                                                             |                                                             |                                                             |                                                             |                                                             |                                                             |                                                             |                                                             |                                                             |                                                             |                                                             |
| Protektorát Čechy a Morava (1939 – 1945) |                                                             |                                                             |                                                             |                                                             |                                                             |                                                             |                                                             |                                                             |                                                             |                                                             |                                                             |
| Sezóny                                   | Liga                                                        | Úroveň                                                      | Z                                                           | V                                                           | R                                                           | P                                                           | VG                                                          | OG                                                          | +/−                                                         | B                                                           | Pozice                                                      |
| ...                                      |                                                             |                                                             |                                                             |                                                             |                                                             |                                                             |                                                             |                                                             |                                                             |                                                             |                                                             |
| 1944/45                                  | Končila druhá světová válka, pravidelné soutěže se nehrály. | Končila druhá světová válka, pravidelné soutěže se nehrály. | Končila druhá světová válka, pravidelné soutěže se nehrály. | Končila druhá světová válka, pravidelné soutěže se nehrály. | Končila druhá světová válka, pravidelné soutěže se nehrály. | Končila druhá světová válka, pravidelné soutěže se nehrály. | Končila druhá světová válka, pravidelné soutěže se nehrály. | Končila druhá světová válka, pravidelné soutěže se nehrály. | Končila druhá světová válka, pravidelné soutěže se nehrály. | Končila druhá světová válka, pravidelné soutěže se nehrály. | Končila druhá světová válka, pravidelné soutěže se nehrály. |
| Československo (1945 – 1993)             |                                                             |                                                             |                                                             |                                                             |                                                             |                                                             |                                                             |                                                             |                                                             |                                                             |                                                             |
| Sezóny                                   | Liga                                                        | Úroveň                                                      | Z                                                           | V                                                           | R                                                           | P                                                           | VG                                                          | OG                                                          | +/−                                                         | B                                                           | Pozice                                                      |
| 1945/46                                  | I. B třída HHŽF – okrsek sever                              | 4                                                           | 20                                                          | 13                                                          | 3                                                           | 4                                                           | 84                                                          | 39                                                          | +45                                                         | 29                                                          | 3.                                                          |
| 1946/47                                  | I. B třída HHŽF – okrsek sever                              | 4                                                           | 22                                                          | 14                                                          | 3                                                           | 5                                                           | 77                                                          | 45                                                          | +32                                                         | 31                                                          | 1.                                                          |
| 1947/48                                  | I. A třída HHŽF                                             | 3                                                           | 26                                                          | 9                                                           | 6                                                           | 11                                                          | 49                                                          | 76                                                          | −27                                                         | 24                                                          | 8.                                                          |
| 1948                                     | I. A třída HŽF – sk. sever                                  | 4                                                           | 11                                                          | 8                                                           | 0                                                           | 3                                                           | 28                                                          | 18                                                          | +10                                                         | 16                                                          | 4.                                                          |
| ...                                      |                                                             |                                                             |                                                             |                                                             |                                                             |                                                             |                                                             |                                                             |                                                             |                                                             |                                                             |
| 1951                                     | Krajská soutěž – Olomouc                                    | 2                                                           | 18                                                          | 4                                                           | 2                                                           | 12                                                          | 33                                                          | 68                                                          | −35                                                         | 14                                                          | 10.                                                         |
| 1952                                     | Okresní přebor Prostějovska                                 | 3                                                           | 18                                                          | 16                                                          | 1                                                           | 1                                                           | 93                                                          | 33                                                          | +60                                                         | 33                                                          | 1.                                                          |
| ...                                      |                                                             |                                                             |                                                             |                                                             |                                                             |                                                             |                                                             |                                                             |                                                             |                                                             |                                                             |
| 1960/61                                  | II. třída okresu Prostějov                                  | 5                                                           | 26                                                          | 15                                                          | 7                                                           | 4                                                           | 71                                                          | 50                                                          | +21                                                         | 37                                                          | 2.                                                          |
| 1961/62                                  | II. třída okresu Prostějov                                  | 5                                                           | 25                                                          | 15                                                          | 3                                                           | 7                                                           | 68                                                          | 37                                                          | +31                                                         | 33                                                          | 2.                                                          |
| 1962/63                                  | II. třída okresu Prostějov                                  | 5                                                           | 26                                                          | 18                                                          | 4                                                           | 4                                                           | 79                                                          | 40                                                          | +39                                                         | 40                                                          | 1.                                                          |
| 1963/64                                  | I. B třída Jihomoravského kraje                             | 5                                                           |                                                             | ...                                                         | ...                                                         | ...                                                         | ...                                                         | ...                                                         | ...                                                         |                                                             |                                                             |
| ...                                      |                                                             |                                                             |                                                             |                                                             |                                                             |                                                             |                                                             |                                                             |                                                             |                                                             |                                                             |
| 1972/73                                  | II. třída okresu Prostějov                                  | 8                                                           | 26                                                          | 11                                                          | 2                                                           | 13                                                          | 39                                                          | 48                                                          | −9                                                          | 24                                                          | 8.                                                          |
| 1973/74                                  | II. třída okresu Prostějov                                  | 8                                                           | 26                                                          | 5                                                           | 3                                                           | 18                                                          | 26                                                          | 61                                                          | −35                                                         | 13                                                          | 13.                                                         |
| ...                                      |                                                             |                                                             |                                                             |                                                             |                                                             |                                                             |                                                             |                                                             |                                                             |                                                             |                                                             |
| 1988/89                                  | III. třída okresu Prostějov                                 | 9                                                           | 26                                                          | 13                                                          | 8                                                           | 5                                                           | 73                                                          | 39                                                          | +34                                                         | 34                                                          | 3.                                                          |
| 1989/90                                  | III. třída okresu Prostějov                                 | 9                                                           | 26                                                          | 16                                                          | 3                                                           | 7                                                           | 66                                                          | 35                                                          | +31                                                         | 35                                                          | 3.                                                          |
| 1990/91                                  | III. třída okresu Prostějov                                 | 9                                                           | 26                                                          | 18                                                          | 5                                                           | 3                                                           | 56                                                          | 26                                                          | +30                                                         | 41                                                          | 2.                                                          |
| 1991/92                                  | II. třída okresu Prostějov                                  | 8                                                           | 26                                                          | 13                                                          | 5                                                           | 8                                                           | 65                                                          | 47                                                          | +18                                                         | 31                                                          | 5.                                                          |
| 1992/93                                  | II. třída okresu Prostějov                                  | 8                                                           | 26                                                          | 14                                                          | 5                                                           | 7                                                           | 52                                                          | 32                                                          | +20                                                         | 33                                                          | 6.                                                          |
| Česko (1993 – )                          |                                                             |                                                             |                                                             |                                                             |                                                             |                                                             |                                                             |                                                             |                                                             |                                                             |                                                             |
| Sezóny                                   | Liga                                                        | Úroveň                                                      | Z                                                           | V                                                           | R                                                           | P                                                           | VG                                                          | OG                                                          | +/−                                                         | B                                                           | Pozice                                                      |
| 1993/94                                  | II. třída okresu Prostějov                                  | 8                                                           | 26                                                          | 14                                                          | 3                                                           | 9                                                           | 47                                                          | 42                                                          | +5                                                          | 31                                                          | 5.                                                          |
| 1994/95                                  | II. třída okresu Prostějov                                  | 8                                                           | 26                                                          | 13                                                          | 6                                                           | 7                                                           | 32                                                          | 37                                                          | −5                                                          | 45                                                          | 5.                                                          |
| 1995/96                                  | II. třída okresu Prostějov                                  | 8                                                           | 26                                                          | 18                                                          | 4                                                           | 4                                                           | 62                                                          | 23                                                          | +39                                                         | 45                                                          | 2.                                                          |
| 1996/97                                  | II. třída okresu Prostějov                                  | 8                                                           | 26                                                          | 7                                                           | 8                                                           | 11                                                          | 40                                                          | 48                                                          | −8                                                          | 45                                                          | 9.                                                          |
| 1997/98                                  | II. třída okresu Prostějov                                  | 8                                                           |                                                             | ...                                                         | ...                                                         | ...                                                         | ...                                                         | ...                                                         | ...                                                         |                                                             |                                                             |
| 1998/99                                  | II. třída okresu Prostějov                                  | 8                                                           | 29                                                          | 14                                                          | 9                                                           | 6                                                           | 47                                                          | 31                                                          | +16                                                         | 51                                                          | 4.                                                          |
| ...                                      |                                                             |                                                             |                                                             |                                                             |                                                             |                                                             |                                                             |                                                             |                                                             |                                                             |                                                             |
| 2002/03                                  | II. třída okresu Prostějov                                  | 8                                                           | 24                                                          | 12                                                          | 8                                                           | 4                                                           | 38                                                          | 20                                                          | +18                                                         | 44                                                          | 2.                                                          |
| 2003/04                                  | I. B třída Olomouckého kraje – sk. A                        | 7                                                           | 26                                                          | 10                                                          | 7                                                           | 9                                                           | 44                                                          | 34                                                          | +10                                                         | 37                                                          | 8.                                                          |
| 2004/05                                  | I. B třída Olomouckého kraje – sk. A                        | 7                                                           | 24                                                          | 4                                                           | 7                                                           | 13                                                          | 26                                                          | 42                                                          | −16                                                         | 19                                                          | 13.                                                         |
| 2005/06                                  | II. třída okresu Prostějov                                  | 8                                                           | 26                                                          | 14                                                          | 5                                                           | 7                                                           | 48                                                          | 30                                                          | +18                                                         | 47                                                          | 2.                                                          |
| 2006/07                                  | II. třída okresu Prostějov                                  | 8                                                           | 26                                                          | 11                                                          | 3                                                           | 12                                                          | 43                                                          | 37                                                          | +6                                                          | 36                                                          | 7.                                                          |
| 2007/08                                  | II. třída okresu Prostějov                                  | 8                                                           | 26                                                          | 12                                                          | 9                                                           | 5                                                           | 54                                                          | 38                                                          | +16                                                         | 36                                                          | 3.                                                          |
| 2008/09                                  | II. třída okresu Prostějov                                  | 8                                                           | 26                                                          | 17                                                          | 7                                                           | 2                                                           | 66                                                          | 31                                                          | +35                                                         | 58                                                          | 1.                                                          |
| 2009/10                                  | I. B třída Olomouckého kraje – sk. A                        | 7                                                           | 26                                                          | 11                                                          | 2                                                           | 13                                                          | 36                                                          | 48                                                          | −12                                                         | 35                                                          | 8.                                                          |
| 2010/11                                  | I. B třída Olomouckého kraje – sk. A                        | 7                                                           | 26                                                          | 3                                                           | 7                                                           | 16                                                          | 26                                                          | 65                                                          | −39                                                         | 16                                                          | 14.                                                         |
| 2011/12                                  | II. třída okresu Prostějov                                  | 8                                                           | 26                                                          | 11                                                          | 3                                                           | 12                                                          | 51                                                          | 60                                                          | −9                                                          | 36                                                          | 8.                                                          |
| 2012/13                                  | II. třída okresu Prostějov                                  | 8                                                           | 30                                                          | 13                                                          | 5                                                           | 12                                                          | 67                                                          | 55                                                          | +12                                                         | 44                                                          | 8.                                                          |
| 2013/14                                  | II. třída okresu Prostějov                                  | 8                                                           | 30                                                          | 14                                                          | 5                                                           | 11                                                          | 77                                                          | 62                                                          | +15                                                         | 47                                                          | 6.                                                          |
| 2014/15                                  | II. třída okresu Prostějov                                  | 8                                                           | 26                                                          | 12                                                          | 5 / 3                                                       | 6                                                           | 66                                                          | 41                                                          | +21                                                         | 49                                                          | 6.                                                          |
| 2015/16                                  | II. třída okresu Prostějov                                  | 8                                                           | 26                                                          | 10                                                          | 4 / 5                                                       | 7                                                           | 56                                                          | 46                                                          | +10                                                         | 43                                                          | 5.                                                          |
| 2016/17                                  | II. třída okresu Prostějov                                  | 8                                                           | 26                                                          | 17                                                          | 2 / 4                                                       | 3                                                           | 75                                                          | 28                                                          | +47                                                         | 59                                                          | 2.                                                          |
| 2017/18                                  | II. třída okresu Prostějov                                  | 8                                                           | 26                                                          | 19                                                          | 1 / 0                                                       | 6                                                           | 107                                                         | 38                                                          | +69                                                         | 59                                                          | 2.                                                          |
| 2018/19                                  | II. třída okresu Prostějov                                  | 8                                                           | 26                                                          | 11                                                          | 3 / 0                                                       | 12                                                          | 66                                                          | 64                                                          | +2                                                          | 39                                                          | 7.                                                          |
| 2019/20                                  | II. třída okresu Prostějov                                  | 8                                                           | 13                                                          | 11                                                          | 1 / 1                                                       | 0                                                           | 56                                                          | 27                                                          | +29                                                         | 36                                                          | 1.                                                          |
| 2020/21                                  | II. třída okresu Prostějov                                  | 8                                                           | 10                                                          | 4                                                           | 3 / 0                                                       | 3                                                           | 28                                                          | 21                                                          | +7                                                          | 18                                                          | 4.                                                          |
| 2021/22                                  | II. třída okresu Prostějov                                  | 8                                                           | 26                                                          | 7                                                           | 3 / 3                                                       | 13                                                          | 50                                                          | 73                                                          | −23                                                         | 30                                                          | 12.                                                         |
| 2022/23                                  | II. třída okresu Prostějov                                  | 8                                                           | 26                                                          | 16                                                          | 3                                                           | 7                                                           | 80                                                          | 56                                                          | +24                                                         | 53                                                          | 3.                                                          |
| 2023/24                                  | II. třída okresu Prostějov                                  | 8                                                           | 26                                                          | 14                                                          | 2                                                           | 10                                                          | 73                                                          | 56                                                          | +17                                                         | 46                                                          | 5.                                                          |
| 2024/25                                  | II. třída okresu Prostějov                                  | 8                                                           | 17                                                          | 13                                                          | 1                                                           | 3                                                           | 44                                                          | 21                                                          | +23                                                         | 40                                                          | 2.                                                          |

Poznámky:
- 1961/62: Chybí výsledek jednoho utkání.[27]
- 1972/73–1990/91 jako TJ Agrozet Prostějov „B“.
- 1992/93: Týdeník Gól uvádí skóre 53:32.[28]
- 1993/94: Do konce této sezony byly za vítězství udělovány 2 body.[6]
- 1994/95: Od začátku této sezony jsou za výhru udělovány 3 body.[6]
- 1998/99: Chybí výsledek jednoho utkání.[27]
- 2014/15: Od této sezony se soutěže OFS Prostějov hrají tímto způsobem: Pokud zápas skončí nerozhodně, kope se penaltový rozstřel. Jeho vítěz bere 2 body, poražený pak jeden bod. Za výhru po 90 minutách jsou 3 body, za prohru po 90 minutách není žádný bod.[41][42]
- 2019/20: Z důvodu pandemie covidu-19 v Česku byl tento ročník z rozhodnutí FAČR ukončen po třinácti odehraných kolech.[44]
- 2020/21: Z důvodu pandemie covidu-19 v Česku byl tento ročník z rozhodnutí FAČR ukončen po deseti odehraných kolech.

## TJ Sokol Vrahovice „B“
TJ Sokol Vrahovice „B“ byl rezervním týmem Vrahovic, který se pohyboval v okresních soutěžích. B-mužstvo bylo zrušeno po sezoně 2014/15.

### Umístění v jednotlivých sezonách
Legenda: Z – zápasy, V – výhry, R – remízy, P – porážky, VG – vstřelené góly, OG – obdržené góly, +/− – rozdíl skóre, B – body, červené podbarvení – sestup, zelené podbarvení – postup, fialové podbarvení – reorganizace, změna skupiny či soutěže
| Československo (1967 – 1993) |                                    |        |    |    |       |    |    |     |     |    |        |
| Sezóny                       | Liga                               | Úroveň | Z  | V  | R     | P  | VG | OG  | +/– | B  | Pozice |
| 1967/68                      | III. třída okresu Prostějov        | 8      | 22 | 10 | 5     | 7  | 41 | 36  | +5  | 25 | 5.     |
| ...                          |                                    |        |    |    |       |    |    |     |     |    |        |
| Česko (1993 – 2015)          |                                    |        |    |    |       |    |    |     |     |    |        |
| Sezóny                       | Liga                               | Úroveň | Z  | V  | R     | P  | VG | OG  | +/– | B  | Pozice |
| ...                          |                                    |        |    |    |       |    |    |     |     |    |        |
| 2009/10                      | IV. třída okresu Prostějov – sk. B | 10     | 16 | 11 | 2     | 3  | 52 | 17  | +35 | 35 | 1.     |
| 2010/11                      | III. třída okresu Prostějov        | 9      | 26 | 8  | 3     | 15 | 43 | 69  | −26 | 27 | 12.    |
| 2011/12                      | IV. třída okresu Prostějov – sk. B | 10     | 18 | 12 | 3     | 3  | 72 | 36  | +36 | 39 | 2.     |
| 2012/13                      | III. třída okresu Prostějov        | 9      | 30 | 9  | 4     | 17 | 56 | 82  | −26 | 31 | 13.    |
| 2013/14                      | III. třída okresu Prostějov        | 9      | 30 | 5  | 7     | 18 | 54 | 132 | −78 | 22 | 14.    |
| 2014/15                      | IV. třída okresu Prostějov         | 10     | 22 | 9  | 1 / 0 | 12 | 53 | 79  | −26 | 29 | 9.     |